# Pierre Sanfourche-Laporte

Le nouveau Valin z 1809 - główne dzieło Pierre Sanfourche-Laporte’a, dotyczące kodeksu uwzględniającego tylko morskie prawo handlowe.

Pierre Sanfourche-Laporte (ur. 24 marca 1774 w Sarlat, zm. 9 lipca 1856 tamże) – francuski prawnik.
Od 1832 do 1852 był prawnikiem w Sądzie Kasacyjnym w Brukseli. W 1809 napisał dzieło pt. Le nouveau Valin (pl. Nowy Valin) odnoszące się w swojej treści do René Josué Valina i jego komentarza do dzieła pt. Ordonnance de la Marine z 1681. Dzieło to przedstawia wykład Pierre B. Bouchera - profesora prawa morskiego i proponuje kodeks handlowy dotyczący wyłącznie zagadnień handlu morskiego. Jednakże w dniu 1 stycznia 1808 roku opublikowano ogólny kodeks handlu, odrzucając tym samym wyłączność kodeksu handlowego opartego tylko o zagadnienia prawa morskiego.
Pierre Sanfourche-Laporte, Hubert Dolez, Auguste van Dievoet czy Auguste Orts określani są jednymi z najwybitniejszych francuskich prawników XIX wieku. 